# Chuck Hagel
Charles Timothy "Chuck" Hagel (North Platte, Nebraska, 1946. október 4. –) 2013-2014-ig az Amerikai Egyesült Államok 24. védelmi minisztere, 1997-2009-ig Nebraska szenátora, republikánus politikus.

## Élete
A vietnámi háborúban kitüntették gyalogsági parancsnokként tett szolgálataiért. Hazatértét követően, 1969-1971-ig radió bemondóként dolgozott Omahában, ezalatt befejezte egyetemi tanulmányait. Diplomája megszerzése után már aktívan a politikával kezdett foglalkozni. 1971-1977-ig tagja volt John Y. McCollister nebraskai republikánus képviselő kabinetjének, 1980-ban pedig szervező volt Ronald Reagan győztes kampánystábjában. Először 1996-ban választották be az Amerikai Egyesült Államok Szenátusába, ahová ismét beválasztották 2002-ben.
2013. január 7-én Barack Obama elnök jelölte őt a védelmi minisztérium élére. Február 12-én a szenátus fegyveres erőkért felelős bizottsága 14-11-gyel hagyta jóvá a megválasztását, ám rá két nappal a szenátus republikánus tagjai obstruálták a megválasztását (védelmi miniszter esetében ilyen először fordult elő az USA történetében, ám más miniszterek választásakor már volt erre példa), végül február 26-án 58-41-es arányban jóváhagyta a szenátus a kinevezését, így másnaptól átvehette a tárcát elődjétől, Leon Panettától.
2014. november 24-én bejelentette, hogy lemond a védelmi miniszteri posztról. Utódjának Obama elnök Ashton Cartert jelölte.
Több nagy cég felügyelőbizottságában megfordult, többek közt az energiaóriás Chevron Corporationnál. Professzor a Georgetown University-n.